# Reliabilism
Reliabilism är en typ av teorier inom kunskapsteorin som betonar vikten av att använda tillförlitliga processer för inhämtande av kunskap eller att man ska ha goda skäl att tro det man tror, för att det ska kunna klassificeras som kunskap eller rättfärdigad tro.
Som en teori om vad kunskap är kan realibilismen definieras på följande sätt:
Man vet p (p står för vilken proposition som helst, exempelvis "Himlen är blå") om och endast om p är sant, man tror att p är sant, och man har kommit att tro att p är sant genom någon form av tillförlitlig process.
Som en teori om rättfärdigad tro kan realibilismen definieras på följande sätt:
Man har en rättfärdigad tro på p om och endast om tron är ett resultat av en tillförlitlig process.